# Chris Parnell
Thomas Christopher "Chris" Parnell (Memphis, Tennessee, 5 de febrero de 1967) es un actor y cómico estadounidense. Parnell es reconocido miembro del elenco de Saturday Night Live entre 1998 y 2006 y actualmente por su rol recurrente como el Dr. Leo Spaceman en la serie 30 Rock.  Parnell recientemente coprotagonizó en la sitcom del 2008 Miss Guided y es actualmente una de las voces principales en la comedia animada de FX Archer. Parnell protagonizó junto a su excompañero de reparto de SNL Horatio Sanz en la serie Big Lake de Comedy Central. También es la voz de Jerry Smith en Rick y Morty.

## Primeros años
Parnell nació y se crio en una familia bautista del sur en Memphis, Tennessee, y se graduó en la secundaria Germantown. Más tarde asistió a la Escuela de las Artes de la Universidad de Carolina del Norte, donde recibió su bachillerato en Teatro. Después de graduarse, Parnell regresó a Tennessee e impartió clases de actuación y cine en su escuela secundaria. Tenía una gran pasión por actuar y finalmente se mudó a Los Ángeles para perseguir una carrera como actor. Mientras estaba en Los Ángeles comenzó a actuar con el grupo de comedia The Groundlings, donde fue descubierto finalmente por Saturday Night Live.

## Carrera
Después de participar varios años como parte de The Groundlings, Parnell fue contratado para unirse al elenco de Saturday Night Live como participante invitado el 26 de septiembre de 1998, y fue ascendido a actor de reparto en la siguiente temporada. En el verano de 2001, los recortes presupuestarios y la contratación de cuatro nuevos miembros del reparto obligaron a Lorne Michaels a despedir a dos miembros del elenco, él optó por despedir a Parnell y a Jerry Minor sobre Horatio Sanz, Rachel Dratch y Maya Rudolph.
Después de regresar a SNL, Parnell apareció en numerosos sketches y parodias comerciales, y realizar imitaciones memorables de varias celebridades. Uno de sus sketches más popular es Lazy Sunday, un video de rap que filmó con Andy Samberg sobre comprar pastelitos y va a ver Las Crónicas de Narnia. También ha actuado en raps sobre los hosts Jennifer Garner, Britney Spears, Kirsten Dunst y Ashton Kutcher.
En el verano de 2006, Lorne Michaels anunció que cuatro miembros del reparto sería despedidos debido a los recortes presupuestarios, pero no dijo quiénes. El 22 de septiembre de 2006 se anunció que tres miembros del elenco habían sido despedidos: Parnell, Horatio Sanz y Finesse Mitchell. Esto efectivamente lo convirtió en el único actor de SNL que ha sido despedido dos veces por Lorne Michaels, aunque Parnell dijo en una entrevista del 2008 con el podcast The Sound of Young America que no tenía problema con haber sido despedido en esa ocasión, ya que él igual estaba considerando dejar el programa al final de la temporada de todos modos, pero añadió que probablemente se habría quedado una última temporada si se lo hubieran pedido. Él había estado con SNL durante ocho temporadas, en ese tiempo solo cuatro personas (Darrell Hammond, Tim Meadows, Kevin Nealon y Al Franken) habían sido miembros del reparto por más tiempo. Desde entonces ha hecho cameos no acreditados en la serie, la más reciente en 2008 parodiando a presentadores de noticias Tom Brokaw, Jim Lehrer y Bob Schieffer.
Desde el 2 de diciembre de 2013, Parnell hace la voz de Jerry Smith, el padre de Morty en la serie Rick y Morty, programa estrenado en la misma fecha.

## Filmografía

### Televisión
- "Brooklyn Nine-Nine" Geoffrey Hoytsman (2 episodios)
- Big Lake - Chris Henkel (personaje regular)
- 30 Rock - Dr. Leo Spaceman (rol recurrente, 13 episodios)
- Archer - Cyril Figgis (personaje regular)
- Rick y Morty - Jerry Smith (personaje regular)
- The Life & Times of Tim - varias voces (3 episodios)
- Funny or Die Presents - varios roles (2 episodios)
- Suburgatory - Fred Shay (45 episodios)
- Glenn Martin, DDS - Joe Biden; varias voces (3 episodios)
- Kröd Mändoon and the Flaming Sword of Fire - Narrador (voz)
- Miss Guided - Vice Principal Bruce Terry (personaje regular)
- Chica Supersabia - Narrador; varias voces (personaje regular)
- Saturday Night Live - Miembro del elenco; varios roles (personaje regular)
- Better Off Ted - Walter Palmer (1 episodio)
- Ed - DJ Curtis Morris (1 episodio)
- Friends - Bob (1 episodio)
- The Hughleys - Rick (1 episodio)
- Murphy Brown - Supervisor #2 (1 episodio)
- The Jamie Foxx Show - Director (1 episodio)
- Nick Freno: Licensed Teacher - Anunciador (1 episodio)
- Seinfeld - Stu Crespi (1 episodio)
- Suddenly Susan - Phil (2 episodios)
- Union Square - Don (1 episodio)
- Conrad Bloom - Simpson (2 episodios)
- Caroline in the City - Gene (1 episodio)
- Hope & Gloria - Howard (1 episodio)

### Cine
| Año  | Título                                | Rol                               | Notas |
| ---- | ------------------------------------- | --------------------------------- | ----- |
| 1996 | Jingle All the Way                    | Vendedor de la tienda de juguetes |       |
| 1998 | Operation                             | Cadáver                           |       |
| 2000 | Megalomania                           | Stanley Brutus                    |       |
| 2000 | The Ladies Man                        | Phil Swanson                      |       |
| 2002 | Evil Alien Conquerors                 | Du-ug                             |       |
| 2003 | Farm Sluts                            | Larry                             |       |
| 2003 | Abajo el amor                         | MC de la TV                       |       |
| 2003 | National Lampoon's Barely Legal       | Sr. Ronald Greitzer               |       |
| 2004 | Looking for Kitty                     | Guy Borne                         |       |
| 2004 | Anchorman: The Legend of Ron Burgundy | Garth Holliday                    |       |
| 2004 | Wake Up, Ron Burgundy: The Lost Movie | Garth Holliday                    |       |
| 2006 | I'm Reed Fish                         | Ralph                             |       |
| 2007 | Hot Rod                               | Barry Pasternak                   |       |
| 2007 | Walk Hard: The Dewey Cox Story        | Theo                              |       |
| 2008 | Harold                                | Entrenador Vanderpool             |       |
| 2008 | The Grand                             | Harold Melvin                     |       |
| 2009 | Labor Pains                           | Jerry                             |       |
| 2009 | Hollywood & Wine                      | Peter West                        |       |
| 2010 | Kung Fu Magoo                         | Cole Fusion                       |       |
| 2010 | Dogfather                             |                                   |       |
| 2012 | 21 Jump Street (película)             | Sr. Gordon                        |       |
| 2015 | "Brooklyn Nine-Nine"                  | Geoffrey Hoytsman                 |       |

## Apariciones musicales
- Supafloss
- Incredibad
- Lazy Sunday